# 沃斯克列先斯克區

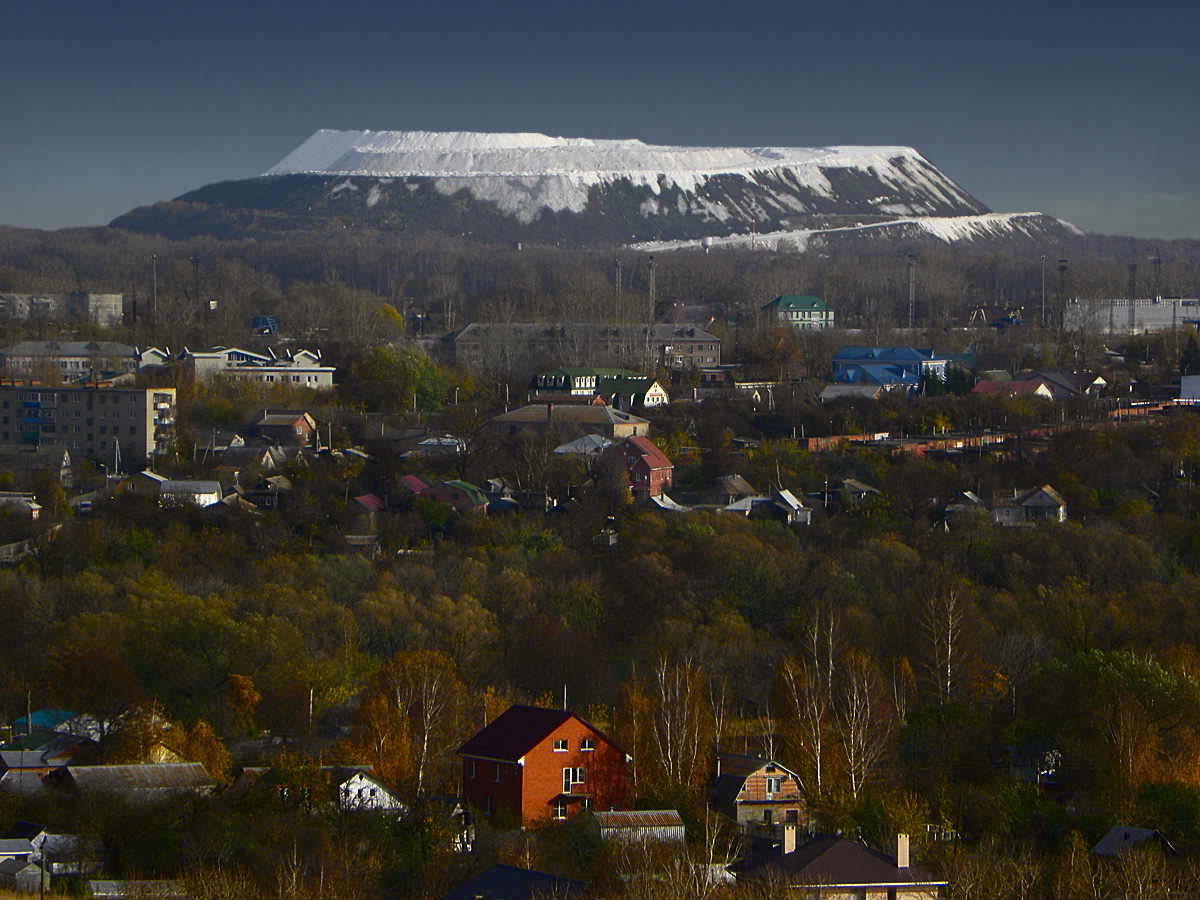

55°19′N 38°42′E / 55.317°N 38.700°E
沃斯克列先斯克區（俄语：Воскресенский район），是俄羅斯的一個區，位於該國西部，由莫斯科州負責管轄，面積812.48平方公里，2010年人口153,600，人口密度每平方公里189.05人。